# Желябужские
Желябужские (в старину — также Желябинские, Желябовские, Желебовские, Жулябужские, Жолябовские) — древний русский дворянский род.
При подаче документов (23 мая 1686), для внесения рода в Бархатную книгу, была предоставлена родословная роспись Желябужских.
Род внесён в VI часть дворянской родословной книги Калужской, Московской, Тульской и Ярославской губерний.

## Происхождение и история рода
Родоначальник Станислав Желябужский, выехавший в середине XV века из Польши в Москву к великому князю Василию Васильевичу Тёмному (1435—1462) и получившего поместья в Козельском уезде. От брака с неизвестной он имел пятерых сыновей. В битве при Молодях (июль 1572) погиб Фёдор Желябовский, его имя внесено в синодик «по убиенным во брани» на вечное поминовение.

## Известные представители
- Утеш Фёдорович — подписал (1563) поручную запись по боярам, которые поручились за князя Воротынского.
- Григорий Фёдорович — дьяк, встречал цесарского посла Микула Арчака (1594).
- Григорий Григорьевич — сибирский воевода, разбивший (1601) сибирского царя Кучума[6], взял в плен восемь жен и трёх сыновей Кучумовских и отправил их в Москву[7]. Воевода в Таре (1608). Жена Феодора, по наречению её внучки М. И. Хлоповой царскою невестою, жила во дворце, потом была сослана и жила с нею и с детьми в Нижнем Новгороде (1620).
- Александр Григорьевич — был в ссылке в Нижнем Новгороде (1620). NN Григорьевна, замужем за Иваном Ивановичем Хлоповым. Дочь их Мария-Анастасия Ивановна, нареченная невеста царя Михаила Федоровича, умерла в Нижнем Новгороде (1633).
- Яков Григорьевич Желябужский, за заговор вместе с войсками князя Скопина-Шуйского и Ивана Романова против царя Василия Шуйского, казнён (1608).
- Петр Желябужский — дьяк, воевода в Вологде (1610).
- Желябужский, Фёдор Григорьевич (ум. 1615) — воевода Белёвский; дипломат[8]. До вступления на престол царя Михаила Федоровича, послан с грамотою к его отцу Филарету Никитичу, находящемуся в польском плену[7].
- Соломонида Григорьевна (в иночестве Софья) — игуменья Вознесенского монастыря в Кремле (до 1613). Жената дважды: 1) боярин и кравчий Фёдор Алексеевич Басманов († 1571). 2) боярин, князь Василий Юрьевич Голицын († 1584).
- Петр Григорьевич — воевода в Туринске (1613—1615), Темникове (1616), Царев-Кокшанске (1621—1622).
- Иван Григорьевич — воевода в Шацке (1616—1619), в ссылке в Нижнем Новгороде (1620), воевода в Уфе (1628—1630).
- Афанасий Григорьевич — московский дворянин (1628), воевода сторожевого полка в Крапивне (1633), сотенный голова в Торопце (1634), переписывал в Москве людей для осадного сидения (1638), был при встрече персидского посла (1639), голова у татар в Серпухове (1640—1641), царский посланец к донским казакам (1642), 2-й воевода посланный (1647) воевать калмыцкие улусы. За покорение их награждён кубками, шубами и придачей к поместному и денежному окладу (1644 и 1645).
- Евстафий Иванович — дворянин московский (1628), голова дворянского полка в Туле (1639), Белгороде (1646).
- Афанасий Желябужский — участвовал в переговорах с польскими послами близ Вязьмы (1633) (умер 1641).
  - (его сын Иван Желябужский).
- Иван Васильевич — московский дворянин (1640—1658).
- Тимофей Желябужский — московский дворянин (1627), воевода в Дедилове (1633), послан усмирить татар Казыева улуса и отдан ими в плен крымцам (1635), где пробыл 1,5 года, участник земского собора (1642), высказавшийся за удержание Азова и за войну с Турцией.
- Желябужский Иван Афанасьевич — московский дворянин (1640—1658), ясельничий (1668), окольничий (1684—1692).
- Василий Тимофеевич — стряпчий (1661), за литовский поход (1655) жалован поместьем, стольник (1676), за Троицкий поход (1683), мир с Польшей (1686) и крымский поход (1688) жалован поместьями. Дневал и ночевал у гроба царицы Натальи Кирилловны (1694).
- Петр Иванович — стряпчий (1677), стольник (1686).
- Василий Желябужский — стольник, воевода в Тамбове (1677).
- Корнилий Семёнович — стряпчий (1682—1690), за Троицкий поход пожалован придачей к поместному окладу, стольник (1690—1693).
- Михаил Васильевич — стольник (1689), за Троицкий поход (1689). пожалован вотчиною. Дневал и ночевал у гроба царя Иоанна Алексеевича (1696), обер-фискал (1712), полковник, ландрат Рижской губернии (1718), товарищ московского губернатора.[7][9][10][11].
- Желябужский, Никита Михайлович (1701—7 августа 1772) — действительный тайный советник, герольдмейстер в бригадирском ранге, Президент Юстиц-коллегии, сенатор.
- Желябужский Михаил Иванович — секунд-майор (1777), Козельский уездный предводитель дворянства (1786), женат на княжне Анне Сергеевне Долгоруковой.
- Желябужский Василий Сергеевич — капитан, Белёвский уездный предводитель дворянства (1804).
- Желябужский Фёдор Михайлович — капитан, городничий в Кашине (1796), титулярный советник и городничий в Спасске (1803), прокурор в Новгороде (1809), Москве (1811—1814), Олонецкой губернии (1826), Туле (1828), коллежский советник (1823), помещик Одоевского уезда.
- Желябужский Андрей Алексеевич — штабс-ротмистр (1821), Лихвинский уездный предводитель дворянства (1840).
- Желябужский Илья Александрович — майор (1830), Белёвский уездный предводитель дворянства (1852—1855).